# بيلي ميرفي (لاعب كرة قاعدة)
بيلي ميرفي (بالإنجليزية: Billy Murphy)‏ هو لاعب كرة قاعدة أمريكي، ولد في 7 مايو 1944 في بينيفيلي في الولايات المتحدة.